# Vụ tấn công Resorts World Manila 2017
Vào ngày 2 tháng 6 năm 2017, hàng chục người tại khu giải trí Resorts World Manila tại Pasay, Metro Manila, Philippines, đã bị giết hoặc bị thương khi một tay súng gây ra một vụ dẫm đạp lên nhau và đốt cháy các bàn sòng bạc và máy đánh bạc vào khoảng nửa đêm. Tay súng chuyển đến khu vực lưu trữ để ăn cắp chip của sóng bài, nhưng sau đó tự tử bằng súng sau khi bị cảnh sát bắn bị thương. Tất cả những người chết và bị thương trong cuộc tấn công là do dẫm đạp lên nhau hoặc từ hít khói từ vụ cháy. Mặc dù những nghi ngờ ban đầu chỉ ra một cách mạnh mẽ về một cuộc tấn công khủng bố, Tổng Giám đốc Cảnh sát Philippines Ronald dela Rosa đã nói vài giờ sau vụ tấn công rằng động cơ có thể là cướp bóc. Nhà nước Hồi giáo Iraq và Levant thông qua Cơ quan Thông tin Amaq tuyên bố chịu trách nhiệm về vụ tấn công, nhưng bị cảnh sát bác bỏ là vụ này có liên quan đến khủng bố. Những bằng chứng tìm thấy xã nhận, động cơ cuộc tấn công là do vấn đề tài chính, thủ phạm là Jessie Javier Carlos, một cựu công chức thiếu nợ ngập đầu.